# Paduniella alkithoe
Paduniella alkithoe is een schietmot uit de familie Psychomyiidae. De soort komt voor in het Oriëntaals gebied.